# Acacia masliniana
Acacia masliniana — вид квіткових рослин з родини бобових. Ареал: Австралія (Західна Австралія).

## Середовище
Зазвичай розташовується вздовж окрайців боліт і солоних озер і на рівнинах, що ростуть на глинистих або суглинистих ґрунтах як частина відкритих чагарникових місцевостей.

## Біоморфологічна характеристика
Округлий кущ зазвичай досягає висоти від 1 до 3 метрів і має сіру волокнисту кору, а також має дещо вузлуваті гілки та стовбур. Гілочки голі й округлі в перерізі, але кінцівки можуть бути волосистими. Гострі, жорсткі, сіро-зелені філодії від прямих до неглибоко вигнутих, у довжину від 5 до 13,5 см і в діаметрі приблизно 1,3 мм. Цвіте з липня по вересень і дає жовті квітки.